# Thomas Silva
Guillermo Thomas Silva Coussan (Maldonado, 30 dicembre 2001) è un ciclista su strada uruguaiano che corre per il team Caja Rural-Seguros RGA; è professionista dal 2024.

## Palmarès

### Strada
- 2019 (Arte en Transfer-LPS, tre vittorie)

Campionati uruguaiani, Prova in linea Junior
Campionati uruguaiani, Prova a cronometro Junior
Classifica generale Vuelta Ciclista de la Juventud
- 2020 (CC Maldonado, una vittoria)

Classifica generale Vuelta Ciclista de la Juventud
- 2021 (Previley-Coforma, una vittoria)

1ª tappa Vuelta a Salamanca (Castellanos de Moriscos > Sardón de los Frailes)
- 2022 (Previley-Coforma, tre vittorie)

Campionati uruguaiani, Prova in linea Elite
3ª tappa Vuelta a Salamanca (Doñinos de Salamanca > Salamanca)
Classifica generale Vuelta a Hispania
- 2023 (Caja Rural-Alea, quattro vittorie)

Campionati uruguaiani, Prova a cronometro Under-23
Campionati uruguaiani, Prova in linea Under-23
2ª tappa Vuelta Ciclista Internacional a Extremadura (Talayuela > Jarandilla de la Vera)
3ª tappa Vuelta a Navarra (Pamplona > Pamplona)
- 2024 (Caja Rural-Seguros RGA, una vittoria)

1ª tappa Volta ao Alentejo (Castro Verde > Beja)
- 2025 (Caja Rural-Seguros RGA, tre vittorie)

Campionati uruguaiani, Prova in linea Elite
1ª tappa Volta Internacional Cova da Beira (Almeida > Penamacor)
2ª tappa Tour of Qinghai Lake (Duoba > Huzhu)

#### Altri successi
- 2022 (Previley-Coforma)

Circuito da Curia
- 2023 (Caja Rural-Alea)

Classifica a punti Vuelta Ciclista Internacional a Extremadura
1ª tappa Vuelta a la Comunidad de Madrid (Chinchón, cronosquadre)
Prueba Alsasua
- 2025 (Caja Rural-Seguros RGA)

Classifica scalatori Vuelta a Andalucía

## Piazzamenti

### Competizioni mondiali
- Campionati del mondo

Yorkshire 2019 - Cronometro Junior: 57º
Yorkshire 2019 - In linea Junior: 37º
Fiandre 2021 - In linea Under-23: 124º
Glasgow 2023 - In linea Under-23: ritirato
Zurigo 2024 - In linea Elite: 80º